# 1К120
1К120 «Вискоза» — российская автоматизированная система боевого управления ракетной бригадой. Предназначена для автоматического и неавтоматического управления фронтовыми бригадами оперативно-тактических ракет 9К72.

## Организационная структура
- Одна командно-штабная машина командира ракетной бригады 9С93
- Одна командно-штабная машина штаба ракетной бригады 9С94
- Три командно-штабных машин командира ракетного дивизиона 9С95
- Девять командно-штабных машин командира ракетной батареи 9С95

## Тактико-технические характеристики
Дальность связи, км:
на стоянке — до 50 (УКВ), до 350 (КВ)
в движении — до 25 (УКВ), до 50 (КВ)
Время передачи команд, с:
по основному каналу связи — не более 30
с переходом на резервный канал — не более 60
Время решения расчетных задач, с — не более 15
Время непрерывной работы, ч — не менее 48
Время развертывания, мин — не более 7
Время свертывания, мин — не более 4
Температурный диапазон использования — -50°C / +50°C